# Baryconus philippinensis
Baryconus philippinensis är en stekelart som först beskrevs av Jean-Jacques Kieffer 1958.  Baryconus philippinensis ingår i släktet Baryconus och familjen Scelionidae. Inga underarter finns listade.